# Remera (Gatsibo)
Remera (Kinyarwanda Umurenge wa Remera) ist einer von 14 Sektoren im Distrikt Gatsibo in der Ostprovinz von Ruanda.

## Geographie
Remera hat eine Fläche von 52,27 km² und liegt auf einer Höhe von etwa 1700 m. Der Sektor unterteilt sich in die sechs Zellen Bushobora, Butiruka, Kigabiro, Nyagakombe, Rurenge und Rwarenga. Nachbarsektoren sind im Norden Gitoki, im Osten Rugarama, im Südosten Kiziguro, im Süden Murambi, im Südwesten Muhura und im Nordwesten Kageyo.

## Bevölkerung
Zur Volkszählung von 2022 betrug die Einwohnerzahl 31.771 Einwohner. Zehn Jahre zuvor waren es 26.110, was einem jährlichen Bevölkerungszuwachs von 2,0 Prozent zwischen 2012 und 2022 entspricht.

## Verkehr
Durch den Sektor verlaufen zwei District Roads.